# پای شیر
پای شیر نام یک سرده از گیاهان گلدار از تیره یا خانوادهٔ گلسرخیان است که در ایران ۲۴ گونه دارد. فصل گل دهی آن بهار است. در انگلیسی به آن علاوه بر نام پای شیر، شنل بانو نیز می‌گویند. تقریباً در همه نواحی و مناطق قابل کشت است ولی سرزمین اصلی آن کوه‌های شرق آفریقا است که توسط توفانهای اقیانوسی هند و اطلس به سایر نقاط دنیا سفر کرده‌است.
نوعی از این گیاه به نام پای شیر زمخت دارای برگ‌هایی بزرگ‌تر بوده و در مناطق معتدل رشد می‌کند. از آنجایی که برگ‌های نرم دارد، در مناطق بارانی طرفداران زیادی پیدا کرده‌است زیرا برگ‌های آن ساعت‌ها پس از باران مانند جواهر درخشش دارند. تقریباً از اوایل تابستان تا اوایل پائیز دسته‌هایی از شاخه‌های گل زرد رنگ می‌آورد.
گونه‌های مختلف پای شیر، اغلب سالی دو بار گل می‌دهند. به‌طور شگفت‌انگیزی در زمین و خاک رس رشد کرده و زمین را پوشش می‌دهد. در فصل پائیز شاخه‌ها و سر گل‌ها با رنگ بسیار جالبی که ترکیبی از رنگ‌های نارنجی و قرمز است، جلوه گری می‌کنند. تکثیر آن به وسیلهٔ قلمه انجام می‌شود. از پای شیر بیشتر در حاشیه باغچه و نیز پوشش زمین استفاده می‌شود. محل سایه آفتاب را بیشتر دوست دارد و قد آن تا حدود سی و پنج سانتی‌متر می‌رسد.
از لحاظ دارویی خواص فراوانی دارد به‌ویژه برای بیماران تصلب رگها و التیام انواع زخم‌ و درد مانند زخم‌های مربوط به اندام‌های حساس بدن، زخم‌های چرکین، قانقاریا، واریس، حساسیت‌ها و بیماری‌های عفونی دهان بسیار مؤثر است و به شکل انواع غرغره یا جوشانده و شربت مورد استفاده قرار می‌گیرد.